# Gare de Lárissa (métro d'Athènes)
Pour les articles homonymes, voir Larissa.
Gare de Lárissa (grec moderne : Σταθμός Λαρίσης) est une station de métro grecque de la ligne 2 (ligne rouge) du métro d'Athènes, située sur le territoire de la ville d’Athènes capitale de la Grèce. Elle est établie sous la gare ferroviaire d'Athènes.
Elle est mise en service en 2000, avec la section de Sepólia à Sýntagma.
C'est l'une des stations d'échange de la ligne, elle permet des correspondances avec des trains grandes lignes et régionaux.

## Situation ferroviaire
Établie en souterrain, la station de Lárissa est située sur la ligne 2 du métro d'Athènes (ligne rouge), entre les stations d'Attikí et de Metaxourgío.

## Histoire
La station de Lárissa est mise en service le 28 janvier 2000, lors de l'ouverture de l'exploitation de première section de la ligne 2, longue de 4 kilomètres, de Sepólia à Sýntagma. Construite suivant le plan général des stations de la ligne, elle est établie à 18 mètres sous le niveau du sol, avec deux voies encadrées par deux quais latéraux. C'est la station d'échange avec la gare d'Athènes.

## Service des voyageurs

### Accueil
La station dispose d'une entrée dans la gare d'Athènes et une autre en face de la gare, sur la place à l'angle des rues Diglianni et Philadelfias. Elles permettent d'accéder au niveau où se situe la billetterie, service clients et les accès aux deux quais latéraux situés plus bas.

### Desserte
La station Gare de Lárissa est desservie par toutes les circulations de la ligne. Quotidiennement, le premier départ est à 5 h 31, en direction d'Ellinikó, et à 5 h 44, en direction Anthoúpoli, le dernier départ est à 0 h 12, en direction d'Ellinikó et à 0 h 25 en direction d'Anthoúpoli (les samedis et dimanches le dernier départ est à 2 h 12 pour Ellinikó et à 2 h 25 pour Anthoúpoli).

### Intermodalité
La station est notamment en lien avec la gare ferroviaire d’Athènes, elle permet également des relations avec des trolleybus (ligne T4) et de nombreux bus.